# Gymnasium am Hoptbühl
Das Gymnasium am Hoptbühl (GaH) ist ein allgemeinbildendes Gymnasium in Villingen-Schwenningen.

## Geschichte
Ende der 1960er Jahre wurde es auf Grund wachsender Schülerzahlen notwendig, in Villingen ein neues Gymnasium zu gründen. Das Gymnasium am Hoptbühl wurde in den Jahren 1969 bis 1972 erbaut. Den Bedürfnissen entsprechend wurde der Schule eine Dreifeldsporthalle mit Gymnastikraum angegliedert. Bereits im Schuljahr 1971/72 zogen die ersten Schüler in das Gebäude ein. Im Schuljahr 1972/73 begann der eigentliche Schulbetrieb mit 621 Schülern in 21 Klassen.
Das „alte“ mathematisch-naturwissenschaftliche Gymnasium, welches bis dahin im alten Schulgebäude am Romäusring untergebracht war, fand seinen Platz in dem damals neu erbauten Hoptbühl-Gymnasium. Das neu gegründete Gymnasium wurde an alter Stelle, im Gebäude des Gymnasiums am Romäusring, untergebracht. Das stetige Anwachsen der Schülerzahlen führte dazu, dass man im Schuljahr 1981/82 1021 Schüler in 38 Klassen unterrichtete. 2022 werden 567 Schüler von 55 Lehrern unterrichtet.
1978/79 wurde die reformierte Oberstufe am Hoptbühl eingeführt. Mehrfache Veränderungen in der Oberstufe brachten im Schuljahr 1999/2000 das heutige Kurssystem.
Ab dem Schuljahr 2002/03 wurde die Schule umfassend saniert. Die Bauphase dauerte zwei Jahre. Im Oktober 2005 wurde mit der festlichen Einweihung des sanierten Gebäudes der Wiedereinzug gefeiert. Im Schuljahr 2003/04 wurde der achtjährige Gymnasialzug begonnen, so dass bis zum Schuljahr 2011/12 das G8 und das G9 parallel unterrichtet wurden. Im Schuljahr 2011/12 legten die Schüler des acht- und neunjährigen Zuges gemeinsam das Abitur ab. Zurzeit wird am Gymnasium am Hoptbühl nur noch im achtjährigen Gymnasium unterrichtet.

## Profil
Schüler der achten Klasse können zwischen den Profilfächern Bildende Kunst, Italienisch sowie Naturwissenschaft und Technik als fünftes Hauptfach  wählen. Die Schule ist seit 2011/12 offene Ganztagsschule und bietet Nachmittagsangebote wie eine einfache und erweiterte Hausaufgabenbetreuung und ergänzende Arbeitsgemeinschaften aus den Bereichen Sprachen, Musik, Ökologie, Technik und Sport. Die Schule verfügt über eine Sternwarte.